# 미드웨이 해전
미드웨이 해전(영어: Battle of Midway)은 1942년 6월 4일부터 6월 7일까지 벌어진 태평양 전쟁의 결정적인 해전이다. 이 해전은 진주만 공격이 있은 지 6개월 뒤, 그리고 산호해 해전이 있은 지 1달 뒤에 발생했다. 체스터 니미츠, 프랭크 잭 플레처, 레이먼드 A. 스프루언스가 이끄는 미국 해군은 야마모토 이소로쿠, 나구모 주이치, 곤도 노부타케가 이끄는 일본 제국 해군의 공격함대를 미드웨이 환초에서 격퇴하였고 일본군 함대에 돌이킬 수 없는 피해를 입혔다. 군사 역사학자인 존 키건은 미드웨이 해전을 "해전 역사상 가장 놀랍고 결정적인 타격"이라고 불렀고, 해전 역사학자인 크레이그 사이먼즈는 미드웨이 해전을 "전술적으로 결정적이었고 전략적으로 영향을 남긴 살라미스, 트라팔가르, 쓰시마와 더불어 세계사에서 가장 중대한 해전 중 하나"라고 불렀다.
이전의 진주만 공격 때처럼 일본의 작전은 태평양의 전략적 강국인 미국을 제거하여 일본이 대동아공영권을 자유롭게 설립하는 것을 추구하였다. 일본은 사기를 저하시키는 또 다른 패배로 인해 미국이 태평양 전쟁에서 항복하기를 바랐고, 일본이 태평양에서 우세를 점할 것이라고 확신했다. 미국 항공모함을 함정으로 끌어들여 미드웨이를 점령하는 것은 도쿄를 공습했던 둘리틀 공습에 대응하여 일본의 방어 교두보를 확장하는 전체적인 "장벽" 전략의 일부였다. 또한 이 작전은 피지, 사모아, 하와이를 공격하는 더 넓은 작전의 사전작업으로 여겨졌다.
작전은 일본이 미국의 대응을 잘못 가정하고 초기에 부대를 잘못 배치하여 불리하게 바뀌었다. 가장 중요한 것은 미군 암호해독자들이 일본군이 계획한 공격의 위치와 날짜를 판단할 수 있게 되어 사전에 경고를 받은 미국 해군이 매복을 준비할 수 있었다는 것이다. 일본군 항공모함 4척과 미군 항공모함 3척이 전투에 참여했다. 일본 제국 해군은 진주만을 공격했던 중형항공모함 아카기, 가가, 소류, 히류를 잃었고, 중순양함 미쿠마도 이 해전에서 잃었다. 미국 해군은 중형항공모함 USS 요크타운과 구축함 USS 해먼을 잃었다.
미드웨이 해전과 솔로몬 제도 전역의 소모전 이후, 증가하는 사상자들에 대해 제대로 대처하지 못한 일본은 항공 모함을 비롯한 물자와 숙련된 조종사들과 같은 인원 대체 능력이 떨어지게 되었다. 한편 거대한 산업 능력 및 부대 훈련방식 덕분에 미국은 미드웨이 해전에서 입은 손실을 쉽게 대체할 수 있었다. 과달카날 전역과 더불어 미드웨이 해전은 태평양 전쟁에 전환점을 마련한 전투로 평가받는다.
또한 미드웨이 해전을 소재로 한 영화가
2019년에 개봉되었던적이 있다.

## 계획과 준비

### 일본의 작전 계획
미드웨이 공격과 같은 시점에 알류산 열도를 함께 공격하는 계획이 수립된다. 이 계획에는 다음과 같은 목적이 있었다.
1. 알류샨 열도의 애투섬과 키스카섬을 점령함으로써 알래스카를 거쳐 북쪽에서 일본을 위협하는 것을 방지하겠다는 것이다. 또한 미국의 시선을 북쪽으로 돌려 주목표인 미드웨이섬에는 관심을 가지지 않게 하려는 데 있었다. 따라서 알류산 열도에 대한 공격은 미드웨이에 대한 공격보다 앞서 이뤄지게 했다.
2. 미드웨이 점령 : 미드웨이섬을 점령하여 하와이 및 미국 본토 공격의 전진 기지로 삼겠다는 것이었다. 미국 해군의 작전 거점을 미국 본토로 철수시킴으로써 일본 본토에 대한 위협을 방지하겠다는 것이다.
3. 잔존 미국 태평양 함대의 전멸 : 미드웨이 공격에서 야마모토는 진주만 공격의 주 목표였지만 당시 놓쳤던 미국의 항공모함들을 침몰시키려고 했었다. 이를 위해 미드웨이를 공격하는 것이었다. 물론, 미국 태평양 함대가 출동하지 않으면 손쉽게 미드웨이섬을 점령할 계획이었다.

자신감에 찬 일본군은 미드웨이 점령 이후의 작전 계획도 수립했다. 미드웨이를 점령하면 전함 함대는 일본으로 복귀하고, 나머지 항공모함, 순양함, 구축함으로 구성된 기동 함대를 그대로 남태평양으로 보내 프랑스령 누벨칼레도니과 피지 제도를 점령하고 오스트레일리아의 시드니와 멜버른, 뉴질랜드의 오클랜드를 폭격하고, 8월에는 하와이를 공격한다는 계획까지 수립했다. 이렇게 되면, 미국은 일본이 요구하는 협상안에 서명할 수밖에 없으리라는 것이 야마모토의 생각이었다.
이 작전은 본래 일본 대본영을 비롯하여 많은 사람이 반대한 작전으로, 둘리틀 공습 이전에 수립된 계획이었다. 야마모토는 진주만 공격이 성공한 후에도 태평양의 미국 항공모함들이 신경쓰였고, 이들을 찾아내어 모두 격침해야 한다고 생각했다. 하지만 대본영은 진주만 기습 이후 계속 동남아시아와 남서 태평양 공력에 가용한 모든 자원을 투입했다. 애초에 전쟁 목적이 미국의 석유 금수 조치에 대한 대안으로 동남아시아의 풍부한 지하자원을 확보하는 데 있었기 때문에, 계속해서 말레이시아 반도와 싱가포르, 파푸아뉴기니, 필리핀, 인도네시아 등 관동군 및 중국 침략군을 제외한 병력을 모두 남쪽으로 보내고 있었다. 야마모토는 위협적인 배후를 남겨둔 채 계속 남쪽으로 진격하는 것이 못내 마음에 걸렸던 차였다. 이런 상황에서 둘리틀 공습이 벌어졌고, 미국의 항공모함들이 건재함을 과시하는 듯한 산호해 해전을 치르게 된다. 이런 상황에서 반대파들도 작전 결행 찬성으로 입장을 바꾸게 되었다.

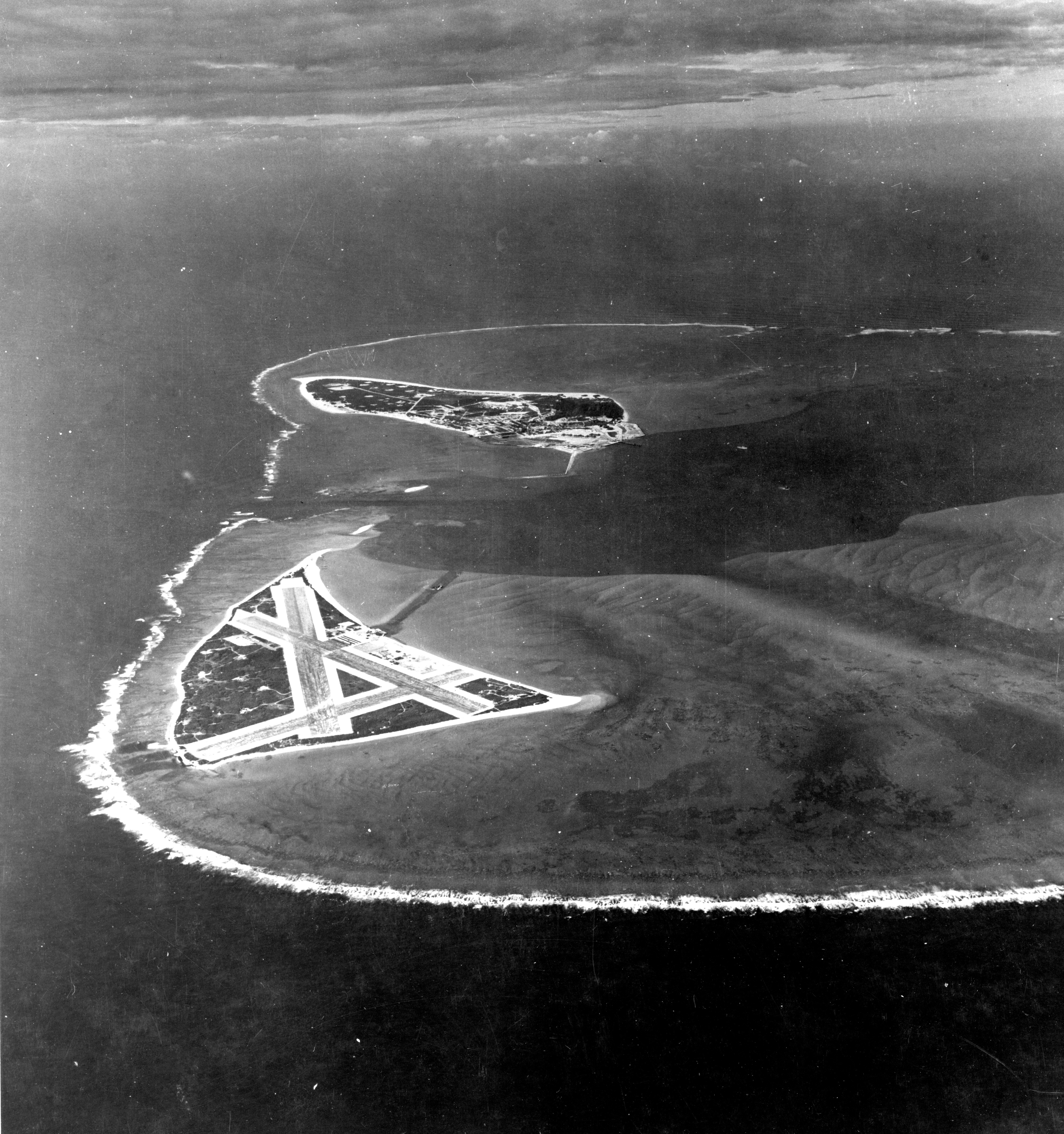
전투가 있기 몇 달 전에 찍힌 미드웨이섬의 사진. 보통 미드웨이섬 사진으로 이 사진이 많이 알려져 있다. 정면에 보이는 활주로가 있는 섬이 이스턴섬이다.

### 일본군의 암호가 해독되다
하지만 뛰는 놈이 있으면 그 위에 나는 놈이 있는 법. 진주만 공격의 치욕을 겪었던 미 해군은 1942년 4월, 하와이 주둔 미국 해군 정보부의 암호 해독반 블랙 쳄버는 일본군의 무전이 증가하고 있음을 발견했다. 이미 일본 해군의 암호 체계인 JN-25(일본어명 해군암호서-D)를 해독하고 있던 해독반은 ‘AF’라는 문자가 자주 나타난다는 사실에 주목했다. AH는 진주만을 뜻했었다. 암호 해독반의 지휘관이었던 44세의 조제프 로슈포르(Joseph Rochefort) 중령은 ‘AF’를 ‘미드웨이섬’이라고 생각했다. 일본의 정찰기가 “AF 근처를 지나고 있다.”라는 내용의 무선 보고를 해독한 적이 있었던 로슈포르 중령은 정찰기의 비행경로를 추정한 결과 AF가 미드웨이섬이라는 심증을 갖게 되었다.
로슈포르 중령은 체스터 니미츠 제독에게 일본군의 침공이 임박했다는 것과 AF가 자주 언급된다는 점, 그리고 AF가 미드웨이섬일 것이라는 보고를 한 후, 미드웨이섬의 담수 시설이 고장 났다는 내용의 가짜 전문을 하와이로 평문 송신하게 하자고 건의했다. 3월에 미드웨이섬 근처에 일본 해군의 비행정이 정찰 왔던 것을 알고 있던 니미츠 제독은 이 건의를 받아들였다. 사실 미드웨이섬의 정수 시설은 아무런 문제가 없었다. 이틀 후, 도청된 일본군 암호 중 “AF에 물 부족”이라는 내용이 해독되었다. 이로써 일본군의 다음 공격 목표가 미드웨이섬이라는 것이 분명해졌다.

### 미국의 전략
암호 해독으로 일본의 작전 목표를 알게 되었지만, 그것과는 별개로 니미츠 제독은 객관적인 전력이 열세인 상황이 고민이었다. 전함도 한 척도 없이 항공모함을 제외하면 중순양함이 최대 전투함이었던 미국 태평양 함대가 세계 최대의 전함이었던 한때 악마의 전함이라고도 불렸던 야마토를 비롯한 11척의 전함과 항공모함 6척을 주축으로 한 일본군 함대와 포격전을 벌이면 미국은 전멸할 수도 있었다. 전체 함정 숫자에서 3:1의 열세였던 니미츠가 선택할 수 있는 방법은 미드웨이로 접근하는 일본군 함대를 먼저 찾아내어 함재기로 기습하는 것뿐이었다. 여기에는 미드웨이섬에 증강 파견된 해병 항공대도 동참해야 했다. 니미츠 제독은 함대의 집결지를 미드웨이섬 북동쪽으로 지정하고, 일본군의 위치를 찾기 위해 미드웨이 북서쪽에서 남서쪽에 이르는 해역을 부챗살 모양으로 장시간 비행이 가능한 PBY 카타리나 비행정을 동원하여 찾도록 했다. 이 비행정들은 미드웨이섬에서 발진했으며, 암호명을 “Strawberry”(딸기)라고 했다. 일본군은 미드웨이섬 북서쪽에 집결할 예정이었다.

## 양측의 전력

### 일본

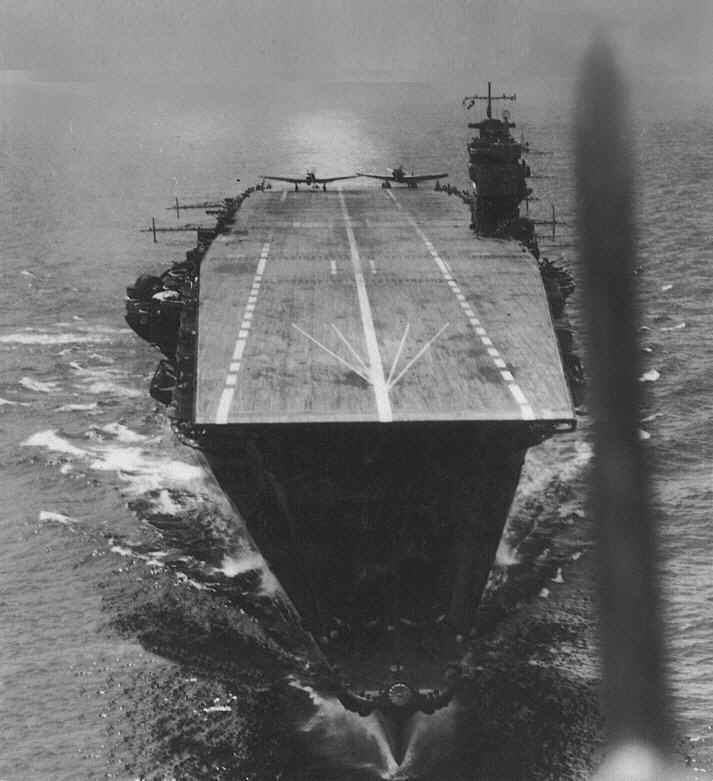
일본 해군 항공모함 아카기

미드웨이 공략은 역시 나구모 주이치 제독의 항모 기동 부대가 핵심적인 역할을 맡아 주변 해역에 대한 제공권을 장악하고, 미드웨이섬의 항공 전력을 파괴하면, 이어서 미드웨이 공략부대가 지상군을 상륙시켜 섬을 점령한다는 구체적인 작전 계획을 수립했다. 당시 작전에 투입된 일본군의 전력은 다음과 같다.
- 제1기동 부대 (나구모 주이치 중장) :
  - 항공모함 아카기
  - 항공모함 카가
  - 항공모함 히류
  - 항공모함 소류
  - 전함 기리시마
  - 전함 하루나
  - 순양함 3척, 구축함 12척, 급유선 5척
- 알류산 공략대인 제5함대 (호소가야 보시로 중장)
  - 항공모함 류조
  - 항공모함 준요
  - 순양함 3척, 구축함 5척

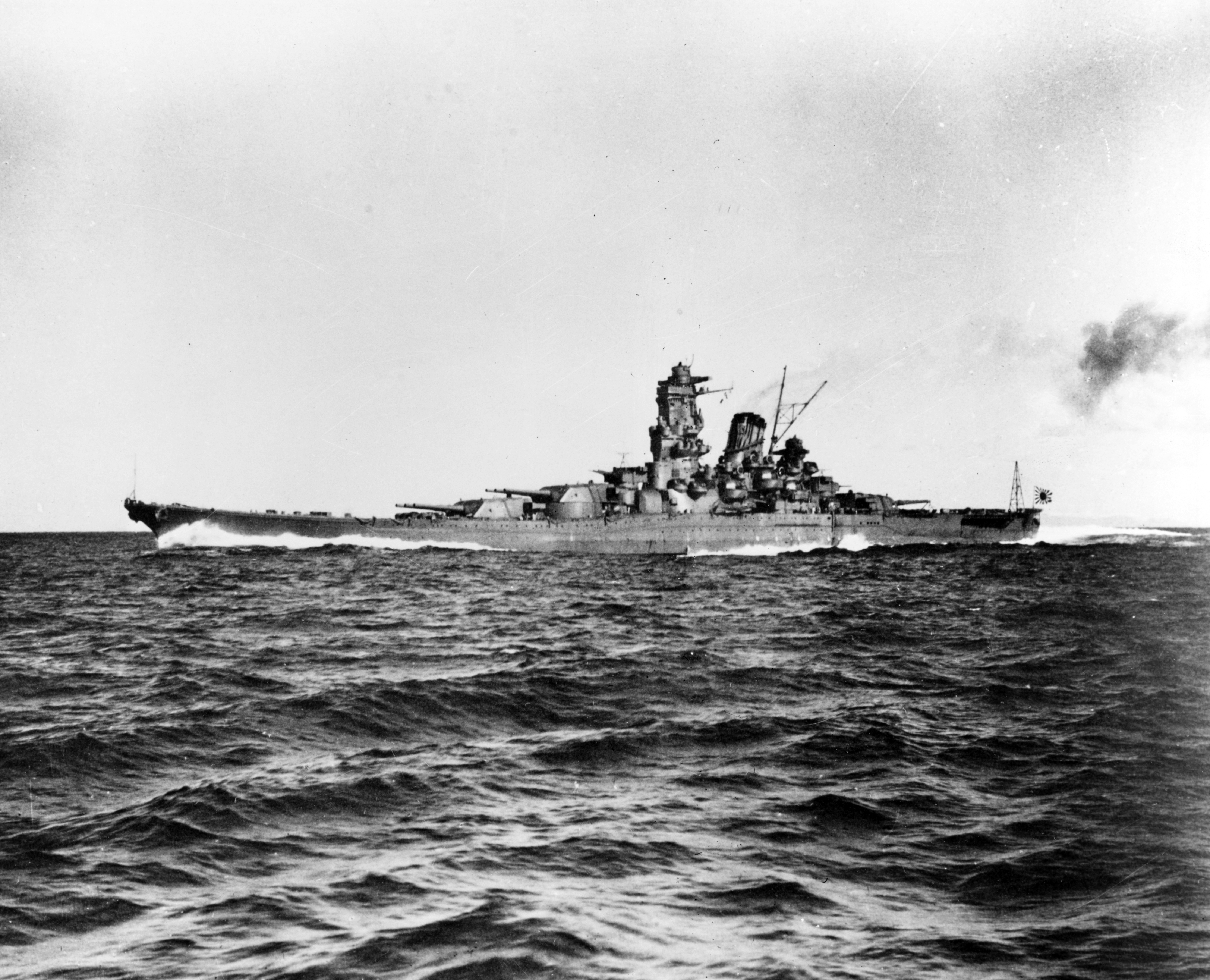
야마모토 제독의 기함, 전함 야마토

- 야마모토 제독의 주력 함대 및 상륙 부대
  - 항모 호쇼
  - 연합함대 기함 야마토
  - 전함 나가토
  - 전함 이세
  - 전함 무츠
  - 전함 휴가
  - 전함 후소
  - 전함 야마시로
  - 전함 공고
  - 전함 히에이
  - 기타 순양함 3척, 구축함 21척, 병력 수송선 12척

기타 잠수함 21척을 비롯한 대략 150여 척의 대함대였고, 항공모함 함재기 조종사들은 진주만 기습 공격을 겪은 경험 많은 베테랑이었다. 이밖에 미드웨이섬에 상륙할 병력으로는 일본 해군 육전대 2,800명과 육군 3,000명 등 5,800명을 준비했다.
5월 27일, 나구모 부대가 경순양함 나가라를 선두로 히로시마 남쪽 하시라지마에서 출발했다. 이틀 뒤인 5월 29일에 야마모토 제독의 함대가 출발했다. 함대는 공격 예정일로 잡힌 6월 4일까지 작전 개시 예정 지역에 집결하기로 되어 있었고, 무선 침묵을 유지하며 항해했다. 이 무선 침묵이 나중에 일본군 패배의 한 요인이 되었다.

### 미국

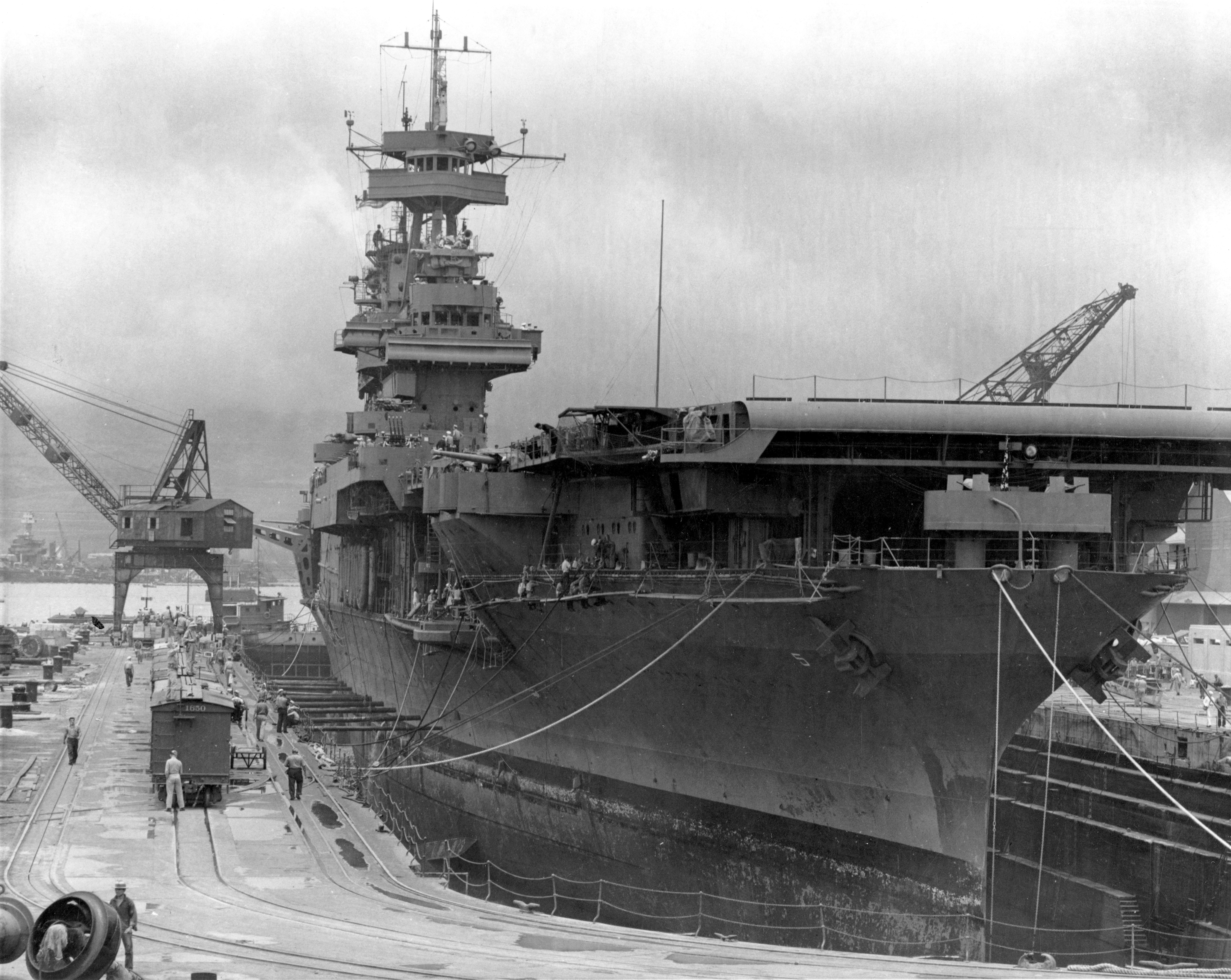
산호해 해전의 피해를 급히 수리 중인 미 해군 항공모함 요크타운호

암호 해독반의 활약으로 일본의 다음 공격 목표를 알게 된 니미츠 제독이었지만, 그것과는 별개로 미국 태평양 함대의 전력은 누가 봐도 일본 함대를 상대할 수 없는 전력이었다. 미국 태평양 함대는 진주만 기습의 여파로 전함이 한 척도 없었고, 항공모함은 3척에 불과했다. 더욱 당시 사용할 수 있는 항공모함이 엔터프라이즈와 호넷이 전부였다는 점이다. USS 요크타운 (CV-5)은 3주 전 산호해 전투에서 일본 항공기들에 의해 파괴되어 일본 해군은 아예 침몰한 것으로 간주하고 있었다.
니미츠 제독은 산호해 해전의 피해를 수리하기 위해 진주만으로 입항한 요크타운에 3일간 핵심적인 부분만 수리하라고 지시해야 했다. 요크타운은 원래대로라면 3개월이 걸릴 수리 일정을 단 48시간 동안 1,400여 명을 동원하여 항해와 전투기 발진 등에 반드시 있어야 할 핵심 부분만을 수리한 채 플레처 소장의 17기동 함대(Task Force 17, TF 17)에 배속되어 5월 31일 진주만을 떠났다. 이밖에 순양함 8척, 구축함 14척, 잠수함 19척이 가용한 전력이었다. 그밖에 새러토가가 있었지만, 1월 초에 일본군 잠수함이 쏜 어뢰에 맞아 손상된 뒤 줄곧 샌디에이고에서 수리 중이었다. 상황이 긴박해지면서 6월 1일 샌디에이고 항을 떠나 전속력으로 항해했지만, 미드웨이 전투가 끝난 후인 6월 8일에나 하와이에 도착하여 이번 전투에서는 아무런 역할을 하지 못했다. 나머지 미국 항공모함들은 대서양에서 작전 수행 중이었다.

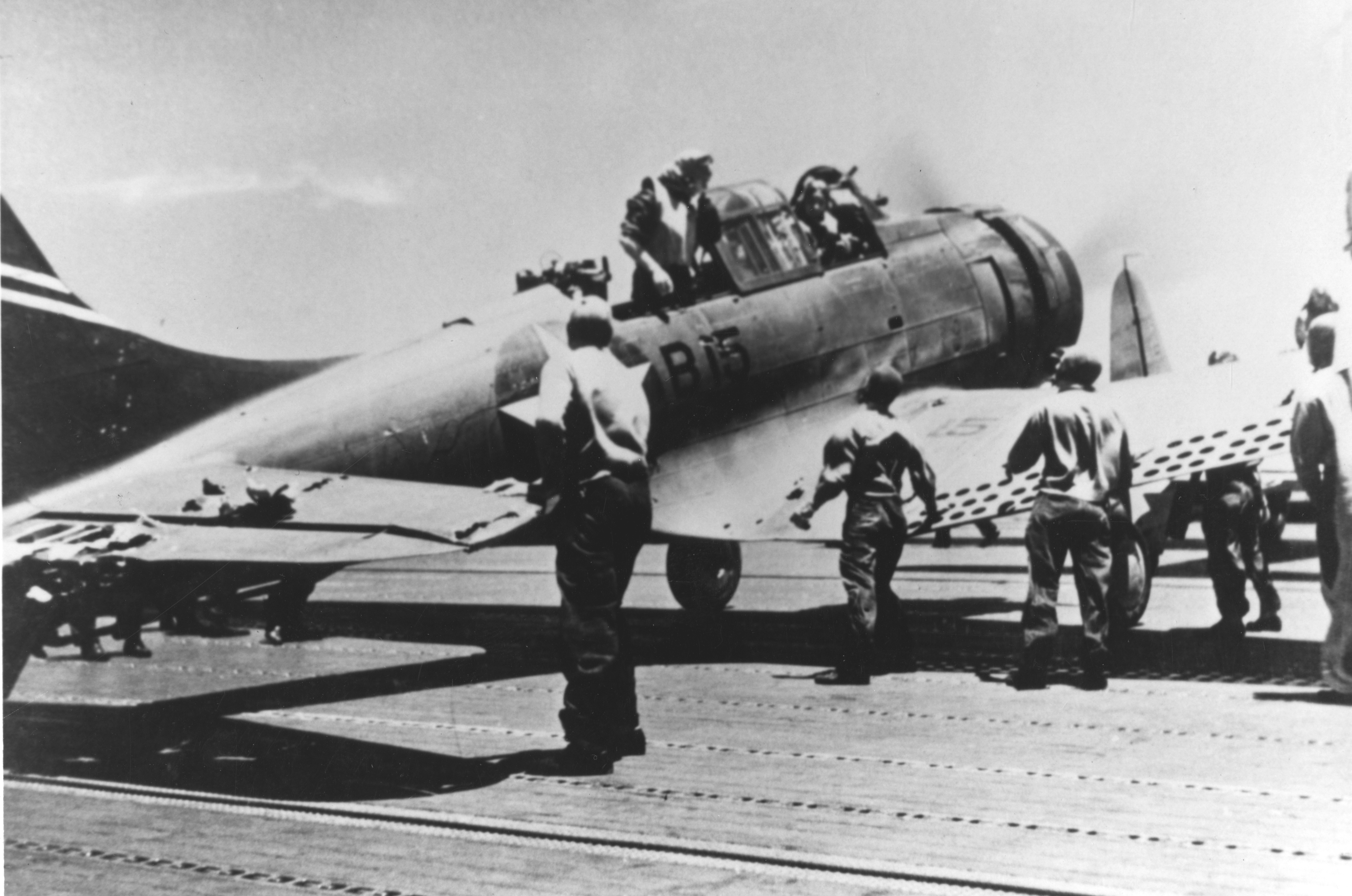
일본 해군 항공모함 카가를 공격하고 귀환한 SBD-3 돈틀레스 급강하 폭격기

니미츠 제독은 함대를 크게 2개 함대로 나누었다. 병에 걸려 병원에 입원한 윌리엄 홀시 제독을 대신하여 레이먼드 A. 스프루언스 소장이 엔터프라이즈와 호넷으로 편성된 16 기동 함대(TF 16)의 사령관이 되어 5월 29일 진주만을 떠났다. 니미츠 제독이 일본 잠수함의 정찰을 우려해서였다. 잭 플레처 소장은 응급 수리한 요크타운호를 중심으로 한 17 기동 함대(TF 17)를 이끌고 5월 31일 진주만을 떠났다. 요크타운호에는 수리 작업을 맡고 있던 기술자 상당수가 그대로 탑승하여 항해 중에도 계속 배의 이곳저곳을 고쳤다. 니미츠의 우려대로 일본군 잠수함들은 6월 1일 진주만에 침투했으나, 항공모함의 흔적은 발견할 수 없었다. 전체 지휘는 선임인 플레처 소장이 맡았다. 무선 침묵을 유지해야 했고, 멀리 떨어진 함대와 작전의 지휘는 역시 현지의 지휘관이 맡아야 했으므로 니미츠 제독은 함대가 하와이를 떠난 뒤에는 사후 보고만 기다리는 입장이 되었다. 모든 것은 플레처와 스프루언스 두 제독에게 달려 있었다.
한편, 미드웨이섬 자체의 방어력도 강화되었다. 브루스터 F2A 버팔로 전투기 26대, SB2U 빈디게이터와 더글러스 SBD 돈틀레스 급강하폭격기 50대, 그러먼 F4F 와일드캣, 보잉 B-17 플라잉 포트리스, B-26 머로더 등으로 구성되었고, 수비대는 미국 해병대 2,138명, 해군 및 조종사 1,494명 등 총계 3,632명으로 구성되었다. 그러나 일본군은 미드웨이섬의 수비대 전력을 해병대 750명과 항공기 56대 정도로 알고 있었다. 미드웨이섬은 이스턴섬과 샌드섬으로 구성되어 있는데, 미드웨이 전투 당시에는 이스턴섬에만 활주로가 있었다. 샌드섬에는 전투 후에 활주로가 건설되었고, 현재도 사용 중이지만, 이스턴섬의 활주로는 현재 사용하고 있지 않다. 항공대 전력은 증강되었지만, 미군 조종사의 숙련도는 일본군에 비해 떨어졌고, 태평양 전쟁 초기 미군의 전투기 역시 제로센을 필두로 한 일본군 전투기보다 성능이 떨어졌으므로 큰 전과를 기대하기는 힘들었다.
암호 해독으로 알류산 열도도 일본의 공격 목표라는 것을 알고 있었으므로 니미츠 제독은 순양함 5척, 구축함 14척으로 구성된 8 기동 함대(TF 8)를 파견했다. 항공모함은 파견할 수 없었지만, 어차피 알류샨 열도는 양동 작전에 가까운 조공이었으므로 니미츠 제독은 그 정도로 충분하다고 판단했다. 워싱턴의 해군 수뇌부는 알류샨 열도가 주공이 아닌가 하는 의심을 떨쳐버리지 못하고 있었지만, 니미츠 제독은 미드웨이섬임을 확신하고 자신의 계획을 밀어붙였다.

## 전투 경과

### 5월 26일 ~ 6월 3일
5월 26일
미국 해군의 항공모함 엔터프라이즈와 호넷이 산호해 해전을 마치고 진주만에 도착했다. 니미츠 제독은 이들에게는 재보급을 마친 후 즉시 미드웨이섬으로 향하라고 명령했다.
5월 27일 (일본 시간)
일본 시간으로 5월 27일에 나구모 제독의 함대가 일본을 출발했다. 이 날, 미국 항공모함 요크타운이 진주만의 건선거(乾船渠)에 들어왔고, 미리 대기하고 있던 기술자 1,400여 명이 즉시 응급 수리를 시작했다.
5월 28일
2척의 항공모함(엔터프라이즈 및 호넷)과 순양함 6척, 구축함 9척으로 이루어진 스프루언스 제독의 16 기동 함대(TF 16)가 진주만을 떠나 미드웨이로 향했다. 예상되는 일본군 함대는 90여 척이었다. 속도가 느린 구식 전함은 미국 서해안을 경계하도록 뒤에 남겨졌다. 니미츠는 그의 상대인 야마모토 이소로쿠로부터 현대 해전에서 항공력의 우위를 잘 배운 터였다.
5월 30일
도쿄의 대본영 해군부는 진주만에서 미드웨이로 미국 항공모함들이 이동하고 있다는 미군 조종사들의 교신을 청취했다. 즉시 해군부는 이 사실을 야마모토 제독에게 무전으로 알렸다. 야마모토는 구로시마 가마히토 소장에게 이 사실을 나구모 중장에게 알리라고 했으나, 무선 봉쇄를 풀면 미군이 아군의 존재를 알게 된다는 이유로 구로시마 소장은 반대했다. 나구모 함대와 야마모토 함대는 대략 555킬로미터가량 떨어져서 항해 중이었다. 구로시마 소장은 나구모 제독도 그 전문을 수신했을 것이라고 생각했다. 야마모토가 결국 무전을 강행할 것을 지시했지만, 구로시마 소장은 독단적 판단으로 이 명령을 수행하지 않았다.
구로시마 소장의 추측과 달리 나구모 중장은 도쿄로부터 오는 무전을 전혀 수신하지 못하고 있었다. 여전히 나구모 중장은 미군 항공모함들이 산호해 근처에 있으며 요크타운은 피해가 너무 커서 수리 중일 것이라는 출항 전의 불분명한 정보를 신뢰할 수밖에 없었다.
5월 31일
미국 함대가 진주만을 출항했고, 미드웨이섬에서는 새벽에 PBY 카탈리나 비행정을 서쪽으로 최대 행동반경인 1,100킬로미터까지 정찰 비행을 하면서 일본군 함대를 찾았다. 최대 38대가 동원되었고, 일정한 비행경로를 따라 부챗살 모양으로 동시에 정찰 비행을 했다. 미군은 일본군 함대가 6월 2일에서 3일 사이에 미드웨이 인근에 도착한다고 알고 있었고, 먼저 찾아내기 위해 필사적이었다.
6월 1일
일본 해군 잠수함들이 진주만을 정찰했다. 그러나 미국 항공모함 기동 함대들은 전날 이미 출항한 상태여서 일본군 잠수함들은 항공모함을 비롯한 미군 함대를 발견하지 못했다. 일본 해군 지휘부는 이 때문에 미국 해군이 미드웨이 동북쪽에서 대기하고 있다는 사실을 전혀 짐작하지 못했다.
6월 2일
나구모는 기함 아카기에서 참모들과 전략 회의를 열었다. 구사카 류노스케 소장과 겐다 미노루 중령 등 진주만 공격을 입안하고 지휘했던 쟁쟁한 이력의 참모들이 나구모를 보좌하고 있었다. 이들은 그때까지 가지고 있던 정보로 분석해 보건대 나구모와 참모들은 미군 항공모함 기동 부대는 없다는 전제 하에 공격 계획을 세웠다. 나구모는 다음과 같은 두 가지 전제를 세웠다.
1. 미국은 일본의 계획을 모르며, 아군의 위치를 모른다.
2. 근처에 미국 항모 기동 부대는 없다.

이러한 전제에 따라 나구모와 참모들은 다음과 같이 작전 계획을 세웠다.
1. 미드웨이를 기습 공격해서 항공기와 활주로를 대파하고 상륙 작전을 상공에서 엄호한다.
2. 이후 미드웨이로 접근할는지 모를 미국 해군의 항공모함들을 기다리고 있다가 격파한다.

6월 3일
6월 3일 아침, 잭 레이드(Jack Reid) 소위가 조종하는 카탈리나 정찰기가 일본군 함대를 발견했다. 첫 번째 보고는 정확한 함종(艦種)을 구분하지 못하고 단지 적의 함대를 발견했다고만 보고하여 지휘부의 애를 태우게 했고, 추가 정찰 보고를 통해 함대 구성이 알려졌다. 레이드 소위가 발견한 일본군 함대는 곤도 노부나케 중장이 지휘하는 상륙 전대였다. 이치기 키요나오 대좌가 지휘하는 28 보병 연대를 주축으로 한 5,800여 명의 상륙 부대를 태운 수송선 12척과 수송선을 호위하는 순양함 6척으로 이루어진 함대였다. 미드웨이 동북쪽 500킬로미터 해상에서 대기하고 있던 플레처 제독과 스프루언스 제독의 16, 17 기동 함대는 침묵을 유지하며 나구모 제독의 항공모함 함대를 끈기 있게 기다렸다. 이날 저녁, 샌드섬의 비행정 기지에서 이륙한 카틸리나 비행정 편대가 어둠을 이용하여 엔진을 끈 채 활강하여 바다에 착수한 다음, 곤도 함대에 어뢰 공격을 가했다. 이 공격으로 2척의 수송선에 약간의 피해를 주었으나 항해에는 지장이 없었다.

### 6월 4일: 전투 당일
2시 45분
나구모 함대는 미드웨이 서북쪽 460킬로미터 해상에 도착했다. 이때부터 각 항공모함은 함재기 발진 준비를 서두르기 시작했다. 공격대가 출격 준비를 하는 동안, 나구모 제독은 공격대 발진에 앞서 정찰기를 보내 미드웨이와 인근 해역을 수색하기로 했다. 항모 아카기와 카가에서 각 1기, 순양함 토네와 치쿠마에서 제로 수상 정찰기 2대, 전함 하루나에서 1대 등 총 7대를 오전 4시 30분에 출격시키기로 했다. 그러나 순양함 토네에서 발진 예정이던 정찰기는 사출기 고장으로 30분 지연되어 오전 5시 정각에 출발했고, 치쿠마에서 출발한 정찰기 1대는 엔진 고장으로 중도에 귀환했다. 나머지 정찰기들도 날씨가 좋지 않아 원래 예정했던 것에서 절반 정도만 정찰하고 복귀해야 했다. 나중에 알려진 사실이지만, 순양함 치쿠마 호에서 출발했다가 엔진 고장으로 돌아온 정찰기가 예정 경로로 정찰 비행을 했으면 미국 항공모함 함대를 발견할 수 있었다. 결국 나구모 제독은 공격받기 전까지 미국 항공모함의 존재를 모를 수밖에 없었고, 이것이 가장 큰 패인이 되었다.
4시 45분
일본군 항공모함 4척으로부터 1차 공격대가 출발했다. 나구모는 혹시나 하는 마음으로 절반인 108대만 출격시키고 나머지는 항모에 잔류시켰다. 공격대 지휘관은 진주만 공격에도 참가한 토모나가 죠이치 대위였다. 1차 공격대는 항공 엄호를 위한 미쓰비시 A6M 영식 함상 전투기 36대, 수평 폭격 임무를 담당하는 97식 함상 공격기(“함공”으로 약칭했다) 36대, 99식 함상 폭격기(급강하 폭격기) 36대로 구성되었다. 원래는 항모 아카기의 비행대장은 진주만 공격을 지휘한 후치다 미츠오 중좌였으나, 그가 출항 직전인 5월 27일에 맹장염으로 함을 떠나면서 토모나가 대위가 지휘를 대신하게 되었다. 1차 공격대의 임무는 미드웨이 폭격이었다.
5시 45분
토모나가 대위가 지휘하는 공격대가 미드웨이섬으로 향하고 있던 중, 미드웨이섬에서 새벽에 출발한 정찰기 1대가 이 공격대를 발견했다(05시 20분). 공격대를 호위하던 일본군 전투기가 이 비행정을 발견하여 추격했고, 카탈리나 정찰기는 즉시 구름 속으로 숨어 이른바 “고양이와 쥐” 게임(game of cat and mouse), 즉 숨고 쫓는 숨바꼭질을 벌였다. 이 정찰기가 미드웨이섬에 일본군 공격대를 보고한 것이 5시 45분이었다. 보고가 있은 후 10분 뒤인 5시 55분에 미드웨이섬에 설치된 레이다에서도 이 공격대의 접근을 포착했고, 즉시 모든 전투기에 발진 명령이 떨어졌다. B-17 폭격기 편대는 일본 전투기가 접근할 수 없는 고공으로 대피했다. 5시 57분에는 처음 토모나가 공격대를 발견한 정찰정이 다시 일본군 항공모함 함대를 미드웨이 서쪽 250킬로미터 해상에서 발견했다는 보고를 했다.
6시 05분
정찰정으로부터 상세한 보고가 미국 항공모함 함대로 보내졌다. 항모 요크타운과 호넷, 엔터프라이즈 등에서 드디어 정찰기를 발진시켰다.
6시 15분
미드웨이섬에 주둔하고 있던 VMF 221 소속 브루스터 F2A 버팔로 전투기와 그러먼 F4F 와일드캣 전투기가 완전히 출격을 마치고 미드웨이섬 상공에서 대기했다. 최초로 토모나가 공격대를 발견한 비행정은 일본군 편대 후방에서 어둠을 이용하여 추격하고 있었다. 아직 미드웨이 섬 주변은 동트기 전이라 어두웠다. 일본군 편대가 미드웨이섬 55킬로미터 상공까지 접근하자 카탈리나 비행정이 조명탄을 투하해 토모나가 공격대의 위치를 알렸다. 이 조명탄을 신호로 고공에서 대기하고 있던 팍스 소령이 지휘하는 미군 전투기 27대가 일본군 편대를 덮쳤다. 이 기습으로 일본군 공격 편대 2대가 격추되고 여러 대가 피탄되었으나, 즉시 호위 임무를 수행하던 제로 전투기 편대가 반격에 나섰다. 나머지 폭격대는 계속 미드웨이로 향했다. 미군기 27대 중에서 팍스 소령을 비롯한 17대가 격추되고, 귀환한 10대 중 8대는 파손이 심해 폐기 처분되어야 했다. 남은 전투기는 겨우 2대였다.
6시 35분 ~ 7시 00분
제로 전투기와 미군 전투기가 공중전을 벌이는 동안 나머지 폭격기 편대는 미드웨이섬을 폭격했다. 격납고 및 발전소를 비롯한 여러 부대시설을 폭격했으나 토모나가 대위는 나구모 제독에게 추가 공격이 필요하다고 타전했다. 1차 공격대의 피해는 케이트 함상폭격기 2대, 발 급강하폭격기 1대, 제로 전투기 2대가 전부였다. 토모나가 공격대는 방향을 돌려 항모로 귀환하기 시작했다.
7시 05분
엔터프라이즈와 호넷이 출격 준비에 들어갔다. 어뢰 공격기 29대, 급강하 폭격기 67대, 호위 전투기 20대가 1시간 내에 출격할 예정이었다. 이때 미군 함대와 일본군 함대 간 거리는 280킬로미터였다. 준비가 끝난 호넷부터 VT-8 어뢰 공격 비행대(VT-8) 소속 TBD 데버스테이터 어뢰 공격기 15대, SBD 돈틀레스 급강하 폭격기 35대 및 전투기 10대를 발진시켰고, 엔터프라이즈도 TBD 데버스테이터 어뢰 공격기 14대, SBD 돈틀레스 급강하 폭격기 35대, 전투기 10대를 발진시켰다. 모두 119대였다.
7시 10분
나구모 제독은 토모나가 대위의 보고를 읽고 있었고, 상공에는 함대를 엄호할 제로 전투기가 비행 중이었으며, 갑판에는 무라다 시게하루 소좌가 지휘할 2차 공격대가 대기하고 있었다. 무라다 소좌의 편대는 혹시 모를 미국 해군의 항공모함이나 전함에 대비해 어뢰를 장착한 상태였다. 이때 폭탄 대신 어뢰를 장착한 B-26 폭격기와 해병 항공대의 TBD 데버스테이터 어뢰 공격기들이 일본군 항공모함에 공격을 가해왔다. 이들은 미드웨이에서 출격한 항공기였다. 이들의 공격은 대기 중이던 제로 전투기들에게 쉽게 격퇴되어 모두 격추되었고, 어뢰는 쏴보지도 못했지만, 나구모 제독은 토모나가 대위의 보고가 옳다고 생각하게 되었다.
7시 15분
나구모 제독이 결정적인 명령을 내렸다. 2차 공격을 위해 무라다 소좌의 공격대가 장비하고 있던 어뢰를 빼고 다시 폭탄을 달라고 명령한 것이다. 아직 정찰기들로부터는 어떠한 보고도 없는 상태였다. 재무장은 30분이 소요되었다. 이 무렵에 미군 항공모함들은 모든 함재기를 출동시키고 있었다.
7시 30분
토네에서 30분 늦게 출발했던 정찰기가 미군 함대의 존재를 보고해 왔다. 그러나 보고는 불확실해서 항공모함이 있는지 내용은 포함되어 있지 않았다. 나구모 제독은 즉시 항공모함이 포함되어 있는지 확인하라는 명령을 무전으로 내렸다.
7시 55분
미드웨이섬에서 출동한 로프톤 핸더슨(Lofton R. Henderson) 소령이 지휘하는 해병 항공대의 급강하 폭격기 편대가 항모 히류를 공격하기 시작했다. 핸더슨 소령이 지휘하는 16대의 돈틀레스 급강하 폭격기 편대는 전투기 호위도 없이 히류에 돌진했으나 아카기, 히류 그리고 전함 기리시마 등 주위 함정에서 쏴대는 대공 포화와 전투기 편대에 의해 10대가 격추되고 6대가 겨우 귀환하는 데 성공했다. 핸더슨 소령은 피탄되자 항모 카가에 충돌을 시도했으나 카가에 못 미쳐 바다에 추락했다.
8시 10분
토네의 정찰기가 순양함 5척, 구축함 5척으로 이루어진 미군 함대를 발견했다고 보고했다.
8시 15분
고도 20,000 피트 상공에서 비행하던 B-17 폭격기 편대가 일본군 항모를 공격했지만, 폭탄을 명중시킨 폭격기는 하나도 없었다.
8시 20분
토네 정찰기가 다시 미군 항모로 보이는 함정을 발견했다고 보고했다. 이때 미드웨이에서 날아온 해병 항공대 소속의 11대 폭격기가 다시 일본군 항공모함을 공격했지만 역시 소득은 없었다.
8시 25분
미국 해군 잠수함 노틸러스 호 가 일본군 전함을 목표로 어뢰를 발사했다. 그러나 속도가 느린 미군 어뢰를 일본 함대는 회피하는 데 성공했다.
이런 와중에 토모나가 대위의 1차 공격대가 함대로 돌아왔다. 연료가 떨어져가던 토모나가 대위의 공격대는 항모에 착함해야 했다. 나구모 제독과 켄다 미노루 중좌, 구사카 류노스케 소장은 고민에 빠졌다. 현재 일본군 항공모함 비행갑판에 대기 중인 전투기들은 육상 공격용 폭탄을 장착한 채 대기하고 있었다. 토모나가 공격대를 착함시키려면 갑판에 현재 대기 중이던 전투기들은 모두 갑판 아래 격납고로 내려 보내야 했고, 미드웨이 공격도 당연히 늦춰질 수밖에 없다. 착함한 전투기 대신 공격대를 내보내려면 반대의 과정을 거쳐야 하기 때문이다. 만일 미국 항공모함들을 공격하기 위해서는 폭탄을 빼고 어뢰 등으로 무장을 교체해야 했다. 히류에 탑승하고 있던 야마구치 제독은 갑판에 대기 중인 폭격기와 전투기들을 이륙시켜 장착 중인 폭탄으로 항공모함을 공격하자는 의견을 보내왔다.
결국 나구모 제독은 기존 육상 공격용 폭탄을 장착하고 갑판에 대기 중이던 폭격기들을 도로 격납고로 내려 보내고 토모나가 대위의 공격대를 착함시킬 것을 결정했다(08시 35분). 토모나가 대위의 공격대가 착함하고 연료를 재보급 받는 동안 기존 공격대는 다시 어뢰로 바꾸어 다는 작업을 하고 항공모함 공격을 준비하도록 했다. 연료 재보급과 어뢰 재장착 작업이 완료되는 대로 다시 모두 출격시켜 미국 항공모함을 잡겠다는 계획이었다. 함상 공격기는 800kg 육상 공격용 폭탄을 빼고 833kg 어뢰를 다시 장착하고, 함상 폭격기는 250kg 함선 공격용 폭탄을 다시 장착하는 작업에 들어갔다. 토모나가 대위의 공격대가 항모에 착함하기 시작한 것은 08시 37분이었다.
8시 30분
플레처 제독이 지휘하는 TF17의 요크타운호에서 급강하 폭격기 17대와 어뢰 공격기 12대가 출격했다.
8시 40분
미국의 공격 편대가 일본군 항공모함이 있으리라 생각했던 해상에 도착했을 때 바다 위에는 아무것도 없었다. 공격대 지휘관들은 몰랐지만, 나구모 함대는 요크타운 쪽으로 북동쪽으로 향하고 있었다. 호넷의 급강하 폭격기 편대는 미드웨이 방향 남서쪽으로 향하고 있었고, 2개 어뢰 공격기 편대는 북쪽 수평선에서 연기를 발견했다. 엔터프라이즈호의 급강하 폭격기 편대는 북서쪽으로 향하고 있었는데, 이 방향은 일본 항공모함들의 항로 후방에 해당했다. 미군의 공격은 전혀 협력이 되지 않았다.
9시 10분
호넷과 엔터프라이즈에서 발진한 어뢰 공격대가 나구모 함대를 발견했다.
9시 20분
일본군은 항공기들이 갑판에서 폭탄 재장착과 연료 보급을 받는 도중 공격해오는 미군 공격기들을 발견했다.
9시 25분
CV-8 호넷에서 발진한 TBD 디베스터 어뢰 공격기로 구성된 VT-8 어뢰 공격 비행대가 공격을 시작했다. 그들은 전투기의 호위를 전혀 받지 못했으며, 저속·저공으로 일본군 항공모함에 접근했다. 상공에서 초계 비행 중이던 일본의 전투기들에게 그들은 아주 쉬운 목표였으며, 미군 어뢰 공격기들은 한 대씩 격추되었다. 15대의 공격기와 30명으로 구성된 이 공격대에서 조지 H. 게이(George H. Gay) 소위(Ensign)만 살아남았다. 게이 소위는 그날 구명조끼에 의존하여 바다에서 일본 해군 항공모함들이 격침당하는 광경을 목격했으며 30시간 뒤 미군 PBY 정찰기에 발견되어 구조되었다.
9시 40분
호넷에 이어 엔터프라이즈에서 발진한 VT-6 어뢰 공격 비행대가 일본군 항공모함을 공격하기 시작했다. 5기가 전장에서 살아남아 이탈하여 1기는 귀환 도중 착수 1기는 착함했으나 손상이 심해 폐기되었다.
9시 45분
CV-6 엔터프라이즈의 급강하 폭격기 편대가 일본군의 구축함 아라시를 발견했다. 비록 공격대는 일본군 항공모함들을 찾지 못하고, 연료가 떨어져가던 중이었지만 편대장 웨이드 매클러스키 중령과 맥스 레자일은 그들을 공격하지 않고 뒤따라가기로 결정했다. 이 일본군 구축함은 전함 키리시마 공격에 실패한 SS-168 노틸러스와 추격전을 벌이다가 끝내 격침시키지 못하고 최고 속도로 나구모 제독의 항모 기동 함대로 돌아가던 중이었다. 미군 비행대는 일본군 구축함을 뒤따라 북동쪽에서 남서쪽으로 비행하기 시작했고, 얼마 뒤에 일본군 항공모함들을 발견했다.
10시 00분
CV-5 요크타운에서 발진한 VT-3 어뢰 공격 비행대가 세 번째 공격에 나섰다. 이들 역시 초계 비행 중이던 일본군 제로 전투기의 요격에 2기만이 살아남아 이탈했으나 그 2기도 귀환 도중 착수하여 전멸했다. 그러나 이들의 등장으로 전투 초계 중이던 일본군 전투기들은 전투 초계를 항모 기동 함대의 남동쪽으로 옮겼고, 높은 하늘을 무방비 상태로 남겨두었다.
10시 25분 ~ 10시 30분
일본군 항공기들이 자리를 비운 틈에 엔터프라이즈의 급강하 폭격대와 요크타운의 급강하 폭격대가 일본군 항공모함 중 아카기, 가가, 소류를 공격하기 시작했다. 웨이드 매클러스키(Wade McClusky) 해군 소령이 공격에 나서 약 4,419미터 상공에서 돈틀리스 급강하 폭격기들이 일본군 항공모함들을 공격하기 시작했다. 일본군의 항공모함에는 재급유 및 재무장을 위해 항공기, 정비 요원, 연료와 어뢰, 공격기에서 떼어낸 폭탄이 즐비했다. 제일 먼저 폭탄을 맞은 가가는 폭탄 4발이 연료탱크에 맞아 폭발을 일으켰고, 함교까지 폭발해 함장이 숨지고 함장 임무는 항공장교가 인수했다. 나구모의 기함 아카기는 비행갑판에 1발, 함수 엘리베이터에 1발을 맞았는데, 엘리베이터에 맞은 폭탄은 거길 관통해 기관실에서 폭발했다. 그리고 비행갑판에 떨어진 폭탄은 갑판을 완전히 불지옥으로 만들어, 그 자리를 베테랑 조종사들의 화장장으로 바꿔버렸다. 소류는 화재가 발생하여 엔진이 멈춘 후에 미국 잠수함이 어뢰를 쏘았지만 침몰시키지는 못했다.
전투가 이렇게 돌아가고 있을 때 야마모토 제독이 이끄는 주력 함대는 항공모함 기동 함대로부터 대략 55킬로미터 떨어진 후방에서 미드웨이로 향하고 있었다. 보고를 받은 야마모토 제독은 후퇴냐 전진이냐를 놓고 고민에 빠졌다. 오전 11시, 회의를 소집한 야마모토는 공격을 계속할 것을 결심했다. 아직 일본군에는 1척의 항공모함이 있었으며, 야마모토의 주력 함대와 함께 이동하고 있었다. 또, 알류샨 열도로 파견된 공격 함대에도 항공모함 2척(류조와 준요)이 남아 있었다. 이들 항공모함으로 공격을 계속할 것을 결심한 것이다.

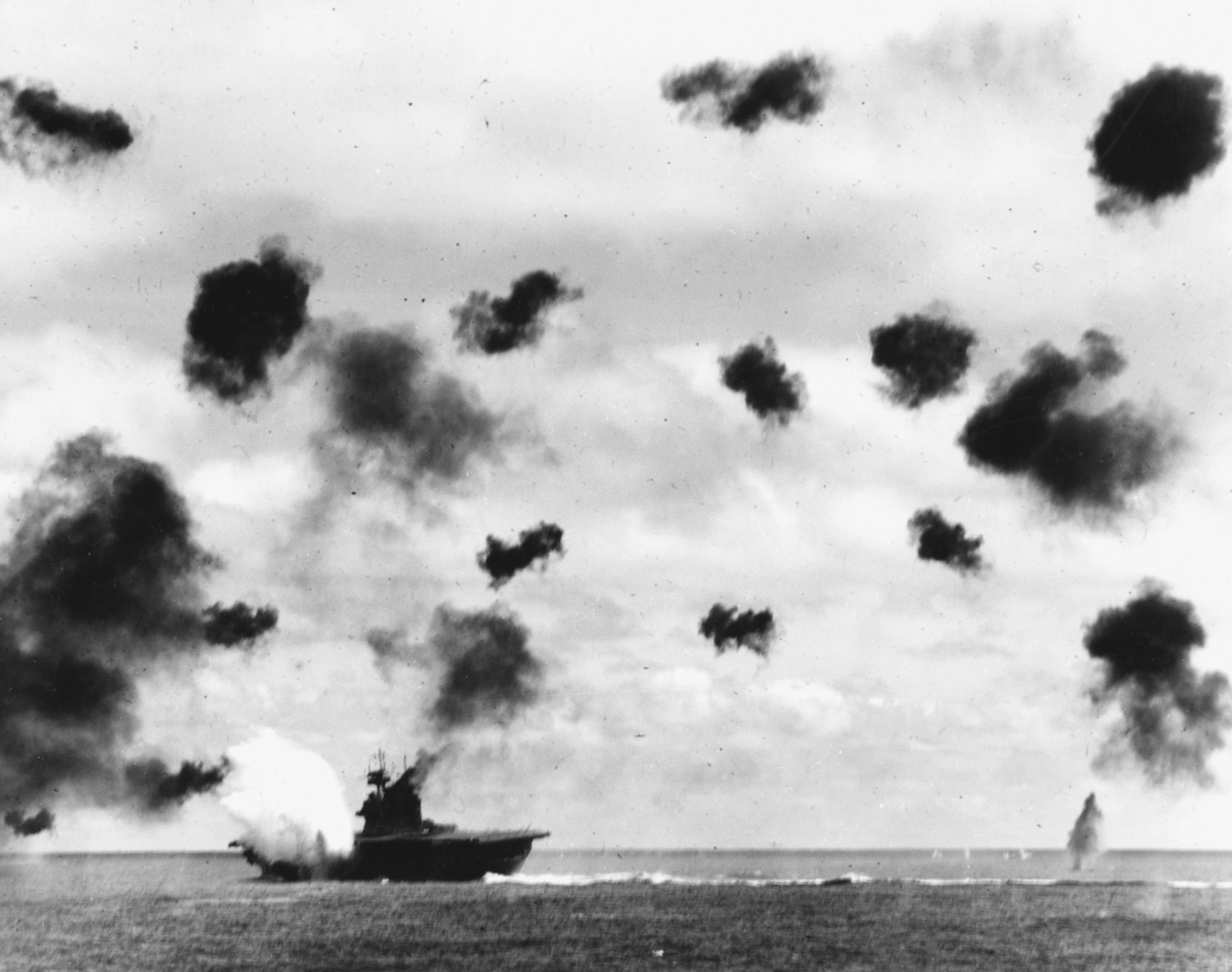
일본군 어뢰 공격기로부터 공격을 받고 있는 요크타운

10시 40분, 히류의 1차 반격
이 공격에서 항공모함 히류('비룡'이라는 뜻)는 제때 회피기동을 한 덕분에 공격을 받지 않고 혼자 살아남았다. 히류와 소류가 소속된 제 2항공전대는 야마구치 다몬 소장이 지휘하고 있었다. 공격을 피한 일본 호위함대는 히류를 중심으로 모여들었고, 살아남은 함재기들도 히류에 착륙했다. 야마구치 소장은 10시 40분, 고바야시 미치오 대위에게 '발' 급강하폭격기 18대와 '제로' 전투기 6대를 이끌고 미국 항공모함을 공습하라는 지시를 내렸다. 이중 절반은 원소속을 잃어버린 소류와 가가, 아카기의 기체였다. 히류에서 발진한 '발' 급강하폭격기들은 요크타운을 발견하여 공습을 개시했다. 공습이 시작될 무렵 요크타운은 급강하폭격기들을 착함시키면서 전투기들에게는 연료 등을 급유하고 있었다. 일본 비행기들의 접근을 레이다로 알아낸 요크타운은 즉시 전투기들을 이함하고 급강하폭격기들은 다른 배로 보내고 대공 전투를 준비했다. 호넷과 엔터프라이즈에서도 전투기 28대가 요크타운을 지원하기 날아왔다. 항공모함 3척에서 발진한 전투기들과 수상함들의 대공 사격에도 불구하고, 일본군 급강하폭격기들은 요크타운에 2발의 폭탄을 명중시키며 치명타를 입혔다. 그러나 요크타운은 아직 함을 조종할 수 있었다. 오후 2시까지 기관실 등의 응급 수리가 마무리되어 18노트의 속도를 낼 수 있었으며, 비행갑판도 수리된 상태였다. 일본군 급강하 폭격기 18대 중 13대는 격추되었으며, 공격대 지휘관 고바야시 대위도 전사했다.
12시 45분 ~ , 히류의 2차 반격과 두 항공모함의 최후
이 무렵 항공모함 소류에서 몇시간 전에 발진했던 정찰기가 항모 히류에 착륙했는데, 조종사가 상황을 보고했다. 야마구치 소장은 미드웨이 1차 공격대를 지휘했던 토모나가 대위에게 어뢰 공격기 10대와 제로 전투기 6대를 이끌고 미군을 공격하라는 명령을 내렸다. 대위는 자신이 돌아오지 못할 것을 알고 있었다.(그의 비행기의 왼쪽 날개의 연료탱크가 파손되었지만 수리하지를 못했다.) 토모나가 대위는 12시 45분에 히류에서 출격했다. 토모나가 대위의 어뢰 공격기는 왼쪽 연료 탱크가 파손되어 오른쪽 연료 탱크에만 급유를 받은 뒤 이륙했다. 미국 항공모함을 찾던 일본군은 요크타운을 발견했으나, 수리가 끝나 호위함에 둘러싸인 요크타운을 다른 항공모함으로 착각했다. 폭탄 명중으로 야마구치 소장은 요크타운이 대파되었다고 추측했지만, 요크타운 수리반의 능력은 야마구치 소장의 예상을 뛰어넘었다. 토모나가 대위는 공격을 명령했고, 어뢰 2발이 요크타운에 명중했다. 폭탄에 이은 어뢰 2발이 좌현 연료탱크에 연이어 맞으면서 요크타운의 운명을 결정지었다. 토모나가 대위 자신은 요크타운의 갑판에 충돌했다. 토모나가 공격대가 요크타운에서 물러갈 즈음, 미군 정찰기가 히류를 발견했다. 플레처는 즉시 히류 공격을 명령하여 오후 4시에 엔터프라이즈에서 돈틀리스 급강하 폭격기 20대, 호넷에서 16대가 이륙했다. 엔터프라이즈에서 발진한 20대 중 10대는 원래 요크타운의 함재기였다. 도모나가 공격대의 생존기들이 히류에 착함한 것은 4시 30분이었다. 야마구치 제독이 재공격을 명령하여 일본군은 다시 공격을 준비했다. 남은 전력은 전투기 6대, 어뢰 공격기 4대, 급강하 폭격기 5대가 전부였다. 오후 5시, 미군 급강하 폭격기들이 히류를 폭격하기 시작했다. 폭탄 4발이 갑판에 명중했고, 히류는 폭발과 함께 함 전체가 화염에 휩싸였다. 공격 대기 중이던 나머지 엔터프라이즈의 급강하 폭격기들은 목표를 바꿔 전함 하루나를 공격했다. 5시 30분에 현장에 도착한 호넷 공격대는 하루나와 순양함 치쿠마를 공격했다. 히류가 치명타를 입어 더 이상 공격을 할 필요가 없다고 미군은 판단했던 것이다. 6월 5일 새벽 2시 30분, 야마구치 소장은 퇴함을 명령하고 자신과 히류의 함장 가쿠 도메오는 침몰하는 히류에 남았다. 곧 구축함이 와서 생존자들을 수용한 후 부채꼴 형태로 어뢰를 발사했지만, 히류는 곧바로 침몰하지 않았다. 8시 20분, 히류는 바다 밑으로 사라졌다. 한편, 왼쪽으로 26도 기울여진 요크타운은 회생 가능성이 없다고 판단하여 엘리엇 벅마스터 함장이 6월 5일 오후 2시 55분에 퇴함을 명령했다. 요크타운은 6월 6일에도 그 상태로 바다에 떠 있었고, 니미츠 제독은 요크타운을 진주만으로 예인하라는 명령을 내렸다. 한 척의 항공모함이 아쉬운 상황이었다. 그러나 예인 작업이 시작되기 전, 일본군 잠수함 이-168이 요크타운을 공격했고, 6월 7일 아침에 배가 뒤집히며 침몰했다.

### 알류샨 열도 공략전
알류샨 열도로 향한 호소가야 중장의 일본군 북방 함대는 예정대로 알류샨 열도 공략 작전(AL 작전)을 개시했다. 6월 3일, 1차 공격을 시도했으나 안개 때문에 일본 해군 함재기들은 일부는 귀환하고, 일부는 더치하버의 미군 시설에 상당한 피해를 주었다. 6월 4일 오후, 호소가야 중장은 야마모토 제독으로부터 항공모함 함대를 미드웨이로 급파하라는 명령을 받았다. 2차 공격에 나섰던 함재기들이 돌아오자 호소가야 제독이 알류샨 공격을 중단하고 미드웨이로 항로를 변경하려던 순간, 야마모토 제독으로부터 미드웨이로 오지 말고 계속 알류샨 열도를 공격하라는 명령을 내렸다. 의미가 없다고 야마모토는 판단한 것이다. 호소가야 제독은 6월 6일에 공격을 재개하여 이투섬과 키스카섬에 일본 해군 육전대(해병대) 12,250명을 상륙시켜 두 섬을 점령했다. 일본은 이 두 섬의 점령을 대대적으로 선전하여 미드웨이 해전의 패배를 일반 국민들에게는 숨겼다.
하지만 알류샨 열도 전투 중 일본군의 제로센 1기가 더치하버 동쪽 아쿠탄섬에 불시착했다. 조종사는 착륙 과정에서 사망했다. 미국이 이 불시착한 전투기를 수거해가 철저히 분석했고, 제로기의 약점을 이용한 전술을 적극 도입하였다.

## 같이 보기
- 미드웨이 환초
- 미드웨이 (2019년 영화)
- 미국
- 일본
- 진주만
- 체스터 니미츠
- 도쿄 대공습
- 태평양 전쟁
- USS 호넷 (CV-8)
- 산호해 해전
- 동부 솔로몬 해전
- USS 요크타운 (CV-5)
- USS 엔터프라이즈 (CV-6)
- 항공모함
- 초계함
- 순양함
- 호위함
- 잠수함

## 참고 자료
- 《핸더슨 비행장》 권주혁 저 (서울, 2001년, 지식산업사) ISBN 89-423-3802-X
- 《2차세계대전사》 존 키건 저, 류한수 옮김 (서울, 2007년, 청어람미디어) ISBN 9788992492027
- 《미드웨이 해전(원제: Shattered Sword)》 조너선 파셜, 앤서니 털리 저, 이승훈 옮김(서울, 2019년, 일조각), ISBN 978-89-337-0763-0